# Corneille d'Hawaï
Corvus hawaiiensis
Espèce
Synonymes
- Corvus tropicus Kerr, 1792

Statut de conservation UICN

 EW  : Éteint à l'état sauvage
Répartition géographique
La corneille d'Hawaï, corbeau hawaïen, ou Alala (Corvus hawaiiensis) est une espèce de passereau de la famille des Corvidae, considérée comme étant éteinte à l'état sauvage. Il s'agit d'un oiseau endémique à l'île d'Hawaï.

## Dénomination
Le nom scientifique de l'espèce, hawaiiensis, est une référence à la zone de diffusion de ces oiseaux et leur nom commun n'est autre que la traduction du nom scientifique.
Le nom Alala est aussi utilisé pour désigner l'animal,, appellation qui provient du terme « 'alalā », son nom en langue hawaïenne.

## Histoire
Lorsque le capitaine James Cook est arrivé dans les îles en 1778, il fut averti de ne pas déranger l'Alala dans le village de Ka’awaloa, et ses tentatives d'acheter des specimens de l'animal étaient sans succès. Après la domination de la culture occidentale, de nombreux Alala auraient été abattus par des agriculteurs. L'altération et la destruction généralisées de son habitat, la réduction des ressources alimentaires, l'introduction de maladies et de prédateurs qui n'existaient autrefois pas sur l'île ont finalement mené au déclin de l'espèce.

## Description

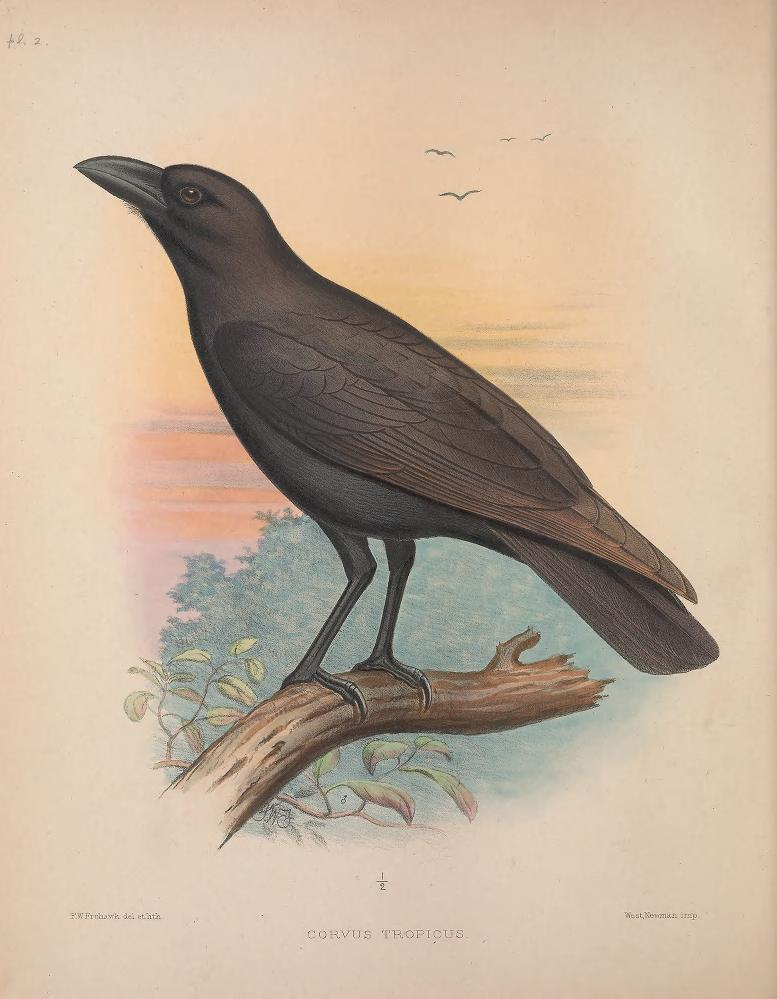
Illustration de Frohawk.

La corneille d'Hawaï a à peu près la taille de la corneille noire, mesure entre 48 et 50 centimètres de long et pèse 485-555 g. Au même âge, les mâles sont presque trois fois plus grands et plus lourds que les femelles.
Son plumage est doux, noir-brunâtre et brillant avec de vagues reflets brun-violets sur le dos, la poitrine et la région ventrale. Les plumes présentent des reflets métalliques violets lorsqu'elles sont directement exposées à la lumière. Ses yeux sont de couleur marron foncé. Ses ailes sont longues et arrondies, son bec est droit, épais, conique et pas très long. Ses pattes, ses jambes et son bec sont noirs. Sa queue est de forme rectangulaire. Ces oiseaux sont robustes et massifs, avec une grosse tête par rapport à ce que l'on peut voir chez de nombreuses autres espèces de corneilles.
Dans l’ensemble, la corneille d’Hawaï rappelle beaucoup la taille et la couleur de la corneille noire, mais il se distingue par son bec plus court et plus robuste, et ses ailes plus arrondies.

## Distribution et habitat
Avant que l'Alala ne s'éteigne à l'état sauvage, l'espèce n'était présente que dans l'ouest et le sud-est d'Hawaï. Il habitait des forêts sèches et mésiques sur les pentes du Mauna Loa et de Hualālai, à une altitude de 1 000 à 2 000 mètres. L'Ōhiʻa lehua (Metrosideros polymorpha) et le koa (Acacia koa) étaient des arbres d'une importance capitale dans son habitat naturel. Une grande étendue de sous-bois était nécessaire pour protéger l'Alala de la prédation par la buse d'Hawaï (ou ʻio). Les sites de nidification de l'alala recevaient 600 à 2 500 millimètres (24–98 po) de précipitations annuelles. Les restes de fossiles indiquent que l'oiseau était relativement abondant sur toutes les îles principales d'Hawaï, parallèlement à quatre autres espèces de corvidés éteintes
En 2012, la population actuelle de l'Alala comptait 114 oiseaux, dont la grande majorité se trouvait dans les réserves hawaïennes.

## Mode de vie

### Alimentation
La corneille d'Hawaï est un oiseau omnivore, se nourrissant de tout ce qu'elle peut trouver en fonction de la disponibilité du moment, et capable de manger tout en cherchant de la nourriture.
Le régime alimentaire de ces oiseaux est principalement composé d'invertébrés et de larves découvertes en inspectant avec le bec le feuillage et les fissures de l'écorce, la mousse et du lichen des arbres afin de déloger les éventuelles proies, et ce d'une manière écologique analogue à celle des pics. Il se nourrit également de fruits (notamment à coques, sont fendus à l'aide du bec utilisé comme poinçon), de baies, de fleurs et de nectar : ces derniers sont recherchés et consommés activement, en particulier entre février et en mai pour nourrir les oisillons. L'Alala est, avec le palila, le seul oiseau hawaïen à se nourrir également de pétales. Ces oiseaux, lorsqu'ils étaient encore nombreux, jouaient un rôle essentiel dans la dissémination des graines de certaines espèces d’arbres.
Les autres aliments de cette espèce comprennent les œufs et les oisillons de petits passereaux, notamment d'oiseaux locaux tels que les endémiques Amakihi d'Hawaï, l'iʻiwi et l'apapane et ainsi la buse d’Hawaï, et d'oiseaux introduits envahisseurs tels que le rossignol du Japon et le zostérops du Japon par pillage des nids, action surtout réalisée en avril-mai par les corneilles lorsque les activités liées à la reproduction augmentent les besoins en énergie de ces oiseaux.
Semblable à beaucoup de corvidés, l'Alala est également doté d'une intelligence très marquée : avec le corbeau calédonien et le pinson pic des Galápagos, il est l’un des rares à utiliser des ustensiles (branches minces qu'il insère dans des fissures) pour la recherche de nourriture, faculté qui serait innée,.

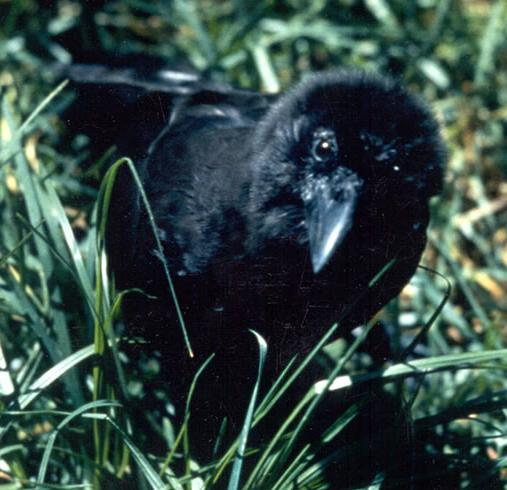
Un alala sur le sol

### Utilisation d'outils
En 2016, des chercheurs ont prouvé que l'Alala sait utiliser des outils. Dans une étude publiée dans Nature mercredi 14 septembre 2016, les scientifiques expliquent que ces oiseaux utilisent notamment des brindilles pour aller chercher de la nourriture cachée dans de petits trous.
Il a été observé que les individus captifs peuvent utiliser des bâtons pour extraire de la nourriture des trous percés dans les billes. Les jeunes oiseaux utilisent des outils sans formation ni apprentissage social de la part d'adultes, et l'on pense qu'il s'agit d'une capacité à échelle de toute l'espèce,, et non un apprentissage lié à leurs conditions de vie.

### Voix
L'appel de l'Alala est décrit de différentes manières, comme un croassement à deux tons, et comme des cris stridents avec des tons plus bas en plus, similaire au miaulement du chat. En vol, on sait que cette espèce produit une grande variété d'appels, notamment une sorte de « kerruk » répété, et un très fort « kraa-a-a-ik ». Il produit également un chant complexe et gloussant, ainsi qu'une variété d'autres sons.

L'United States Fish and Wildlife Service a mis en ligne sur son site des extraits d'enregistrements de différents sons et appels qu'émet l'alala.

### Reproduction
Il s'agit d'oiseaux monogames, dont la saison de reproduction s'étend de mars à début juillet.
Le nid est construit sur un arbre isolé, généralement l'ohia lehua, ou dans une partie éparse de l'arbre, à l'aide de gros rameaux (2 à 12 mm de diamètre) du même arbre, de fibres végétales aménagées, de mousse et de lichen tapissés à l'intérieur du nid. Les deux partenaires participent à la construction du nid, mais c'est la femelle qui effectue le plus gros travail. La femelle cesse de travailler ou s'attaque au mâle s'il s'attarde trop longtemps près du nid en construction.
À l'intérieur du nid, la femelle pond 1 à 5 œufs de couleur bleu-vert qu'elle couve elle-même pendant 19-22 jours. La tâche du mâle est de surveiller les environs et de trouver de la nourriture pour sa partenaire et lui-même et, plus tard, pour les oisillons une fois qu'ils sont nés.
Bien qu'il n'y ait pas de caïnisme attesté, en général, seulement 1 à 2 des poussins survivent. Même après leur envol, les jeunes continuent à rester avec leurs parents, les suivent dans leurs mouvements, et continuent de leur demander de temps en temps à manger à l'aide d'un signal durant huit autres mois.
La maturité sexuelle survient à 2-3 ans pour les femelles et environ un an plus tard pour les mâles.

## Rôle environnemental
Autrefois l'Alala formait l'une des plus grandes populations d'oiseaux indigènes à Hawaï. Sa disparition à l'état sauvage a eu des effets en chaîne sur l'environnement, notamment concernant la dissémination des graines de plantes indigènes. Bon nombre de ces plantes dépendent normalement de l'Alala non seulement pour la dispersion des graines mais également pour leur germination, car les graines passent dans le système digestif du corbeau. Sans dissémination des graines, les plantes ne disposent d'aucun moyen de faire croître une autre génération. L'Alala jouait un rôle important dans le maintien de nombreuses espèces de plantes endémiques, qui pourraient devenir d'une grande rareté dans les écosystèmes d'Hawaï, en particulier pour les forêts sèches, qui se retrouvent démunies de leur principal moyen de dissémination des semences. La corneille d'Hawaï est devenue une espèce indicatrice, la disparition de l'Alala dénotant de graves problèmes environnementaux.

## Statut et conservation
La corneille d'Hawaï est l'espèce de corvidés la plus menacée au monde et la seule espèce restante à Hawaï. Comme d'autres espèces en danger critique d'extinction, il est illégal de nuire à cette espèce, en vertu de la loi fédérale américaine. En 1994, la population avait diminué à 31 individus ; 8 à 12 étaient sauvages et 19 en captivité. Les deux derniers individus sauvages connus du corbeau d'Hawaï ont disparu en 2002, et l'espèce est maintenant classée comme étant éteinte à l'état sauvage par la Liste rouge de l'UICN. Alors qu'il restait environ 115 individus (en août 2014) dans deux installations d'élevage en captivité gérées par le zoo de San Diego, les tentatives de réintroduction d'oiseaux élevés en captivité dans la nature ont été gênées par la prédation de la buse d'Hawaï, elle-même répertoriée comme espèce quasi menacée. Les efforts de reproduction ont également été compliqués par le fort taux de consanguinité provoqué par le déclin de la population de la corneille.

### Extinction
L'espèce s'est éteinte à l'état sauvage en 2002, date à laquelle le couple des deux derniers individus connus à l'état sauvage ont été aperçus pour la dernière fois. Le 14 juin 2002, le biologiste Jeff Burgett entreprit à son habitude la route de gravier située dans les forêts nuageuses du volcan Mauna Loa sur la grande île d'Hawaï, afin de surveiller la dernière paire de corneilles à l'état sauvage. Burgett a déclaré : « Ils étaient exactement au même endroit où ils avaient l'habitude de toujours être. La femelle dormait beaucoup et semblait très fatiguée. Le mâle la nourrissait de quelques fruits. Il a essayé de la pousser, mais elle semblait ne pas répondre. ». Burgett ne se doutait pas à ce moment-là que les observations de ce jour-ci marqueraient la dernière observation de l'espèce dans la nature.

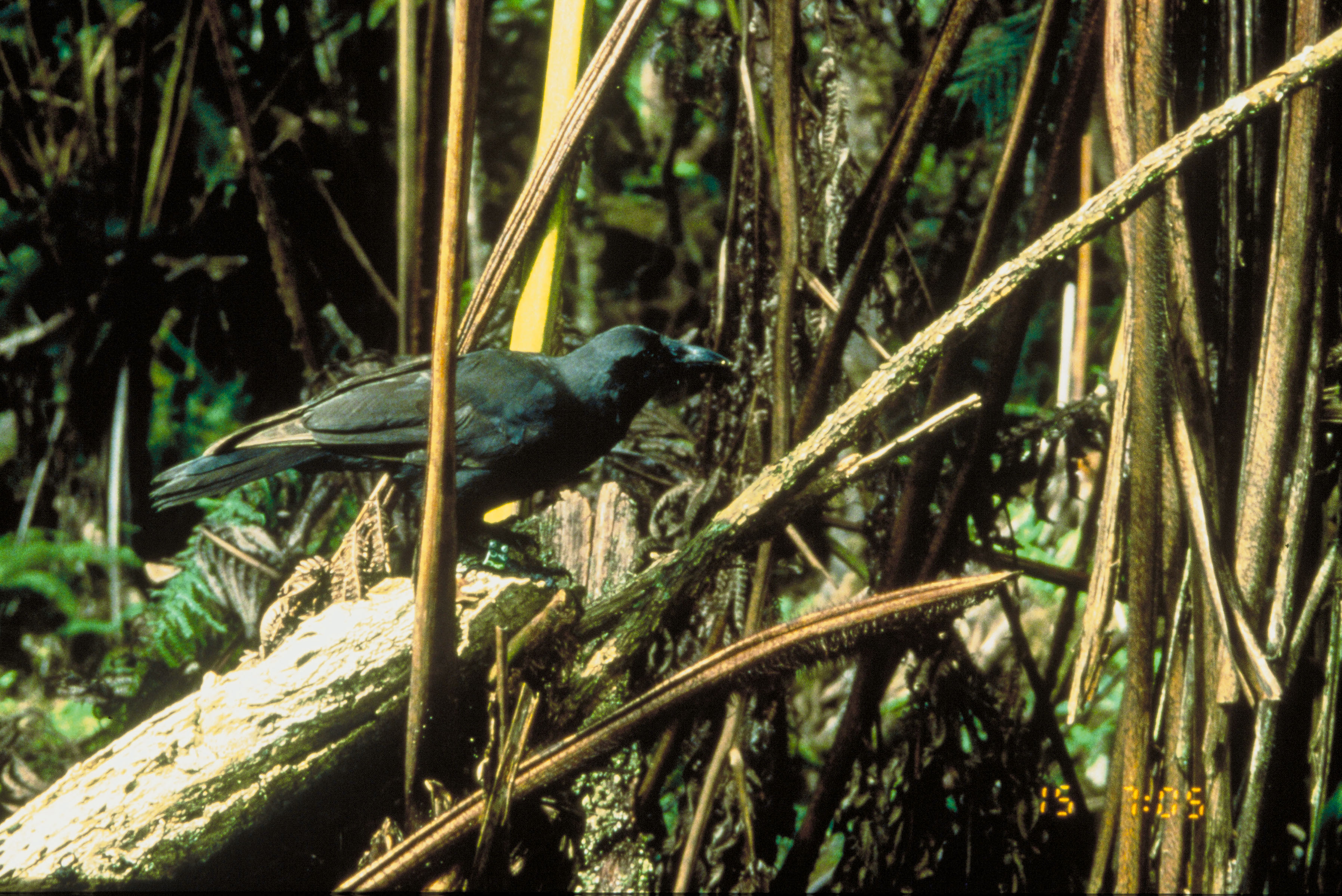
L'alala a disparu de l'état sauvage en 2002

### Cause
L’homme ayant modifié son habitat, la corneille d'Hawaï a dû se réfugier sur des étendues plus restreintes, peu propices à son développement. D'autre part, d’autres animaux qui ont été introduits par l'homme dans l’habitat naturel de l'Alala se sont attaqués aux oiseaux, comme les chats, les mangoustes ou les rats en ont fait leur proie. Ces prédateurs s’en prennent à la fois aux adultes, mais aussi et surtout aux poussins qui vivent au sol avant de pouvoir voler. Enfin, les moustiques véhiculant des maladies ainsi que des virus extérieurs ont contaminé les individus les uns après les autres, ce qui a condamné peu à peu tous ceux vivant à l’état sauvage. Les chats sauvages, qui s'en prenaient également à des poussins encore incapables de voler, ont aussi introduit le toxoplasma gondii chez les oiseaux.
L'Alala a notamment été victime d'une chasse acharnée livrée par les pionniers et leurs descendants car ils picoraient dans les poulaillers,.

### Protection
L'Alala est déclaré espèce protégée par l'État d'Hawaï en 1931, et a été reconnu comme étant en danger d'extinction par le gouvernement fédéral en 1967. Depuis les années 1990, des sites situés sur les flancs du Mauna Loa et d'autres aires naturelles sont réservés à la reconstruction de l'habitat et au rétablissement des oiseaux indigènes.

### Réintroduction
En 1993 et en 1994, 17 œufs ont été retirés de nids sauvages et transportés dans des couveuses temporaires dans le district de Kona, à Hawaii. Des marionnettes imitant les corneilles adultes servaient à nourrir les poussins afin de minimiser les risques d'empreinte anormale ou de socialisation humaine. Trois des œufs récupérés étaient infertiles, 13 poussins ont éclos et 12 d'entre eux ont été élevés avec succès. Un œuf n'a pas éclos en raison d'une malposition embryonnaire et un autre poussin est décédé des suites d'une infection du sac vitellin.
En décembre 2016, cinq corneilles d'Hawaï mâles juvéniles ont été relâchées dans la réserve naturelle de Pu'u Maka'ala, sur la Grande île, marquant la première fois que des oiseaux étaient présents à l'état sauvage depuis 2002. Cependant, moins d'une semaine après la réintroduction, trois des cinq oiseaux ont été retrouvés morts. Deux des décès ont été causés par la buse d'Hawaï, l'autre étant mort de faim. Les deux Alala restants ont été retirés de la nature puis retournés en captivité.

### Essais de reproduction en captivité
De nombreux efforts ont été déployés dans le but de sauver l'Alala de l'extinction, notamment en tentant de reproduire l'espèce en captivité. Une majorité de ces efforts se sont avérés hautement infructueux. Des études ont montré que chez cette espèce les femelles sont les principales constructrices des nid et que si le mâle reste trop longtemps autour du nid et tente de s'y asseoir, la femelle cesse ses efforts pour achever le nid ou, dans d'autres cas, développe une agressivité conflictuelle dans le couple, ce comportement perturbateur étant susceptible d'inhiber la production d'œufs. En moyenne, la taille des couvées élevées en captivité est beaucoup plus faible que celle observée à l'état sauvage. Cela peut être attribué aux coquilles d'œufs minces résultant de la consanguinité et aux complications comportementales des mâles. Élevés en isolement, certains mâles manifestent un comportement agressif envers leur partenaire et sont incapables de comprendre les gestes amicaux. Pour que la reproduction soit la meilleure possible, il est important que les cages imitent un comportement environnemental réel, et les mâles élevés socialement sont mis ensemble avec les femelles.

### Projets de conservation
Le 16 avril 2009, l'United States Fish and Wildlife Service (USFWS) a annoncé un plan quinquennal prévoyant de dépenser plus de 14 millions de dollars pour empêcher l'extinction de l'Alala grâce à la protection des habitats et à la gestion des menaces (gestion cynégétique) pesant sur l'espèce.
Un projet appelé « ‘Alalā Project » a été créé afin de préserver l'Alala et de le réintroduire dans la nature.

## Symbolique culturelle
Les autochtones hawaïens accordaient une grande importance à l'Alala parmi les oiseaux. Ses plumes ont notamment été utilisées à des fins cérémonielles. Aujourd'hui encore, l'Alala est considéré par certains comme une divinité du foyer, dite « aumakua » dans la mythologie hawaïenne,. Il est dit qu'il conduit les âmes à leur dernier lieu de repos sur les falaises de Ka Lae, la pointe la plus méridionale de la grande île d'Hawaï. En raison du rôle psychopompe qui lui est attribué, les prêtres hawaïens l'invoquent en l'appelant par son nom « alala » durant les prières et les chants, notamment du fait de son appel distinctif.